# برادلی جوزف
 برادلی جوزف  (به انگلیسی: Bradley Joseph) (زاده ۱۹۶۵ میلادی - مینه‌سوتا) نوازنده پیانو و کیبورد آمریکایی است.
 وی در زمینه‌های آهنگسازی، تنظیم و تهیه‌کنندی آثار موسیقی نیز فعالیت‌های زیادی داشته‌است.
وی از سال ۱۹۸۹ میلادی تا ۱۹۹۵ در آلبوم‌ها و کنسرت‌های یانی از جمله قومیت و کنسرت یانی در آکروپولیس به عنوان نوازنده کیبورد فعالیت داشته‌است.